# Clemente Primieri
Clemente Primieri, italijanski general, * 1894, † 1981.